# Rijksmonument 335357
Rijksmonument 335357 omvat een blok woningen aan de noordzijde vande Brink en zijstraten in Betondorp, Amsterdam-Oost. Ze heeft betrekking op de adressen Brink 4-22. Het blok werd op 20 oktober 1988 tot rijksmonument verklaard, deel uitmakend van het grotere monumentencomplex Brink (rijksmonument 335305).
De noordzijde van het plein was ingeruimd voor een bouwblok met middenstadswoningen. De geschakelde woningen bestaan uit drie bouwlagen. De eerste laag volgt de rooilijn, de tweede is een uitkraging daarboven, de derde is juist weer teruggetrokken. Het geheel is uitermate hoekig en kubistisch uitgevoerd. Opvallende details zijn dat de toegangen aan het eind van de set een portiekje kregen met luifel, daar waar de andere deuren aan de rooilijn staan. Bovendien zijn de uitkragende schoorstenen weggewerkt in de balkonafscheidingen, die op zich weer de hemelwaterafvoeren ondersteunen. Beide uiteinden van het blok gaan over in een stenen erfafscheiding met openingen in de vorm van rondbogen. Architect van het gehele plein was Dick Greiner.

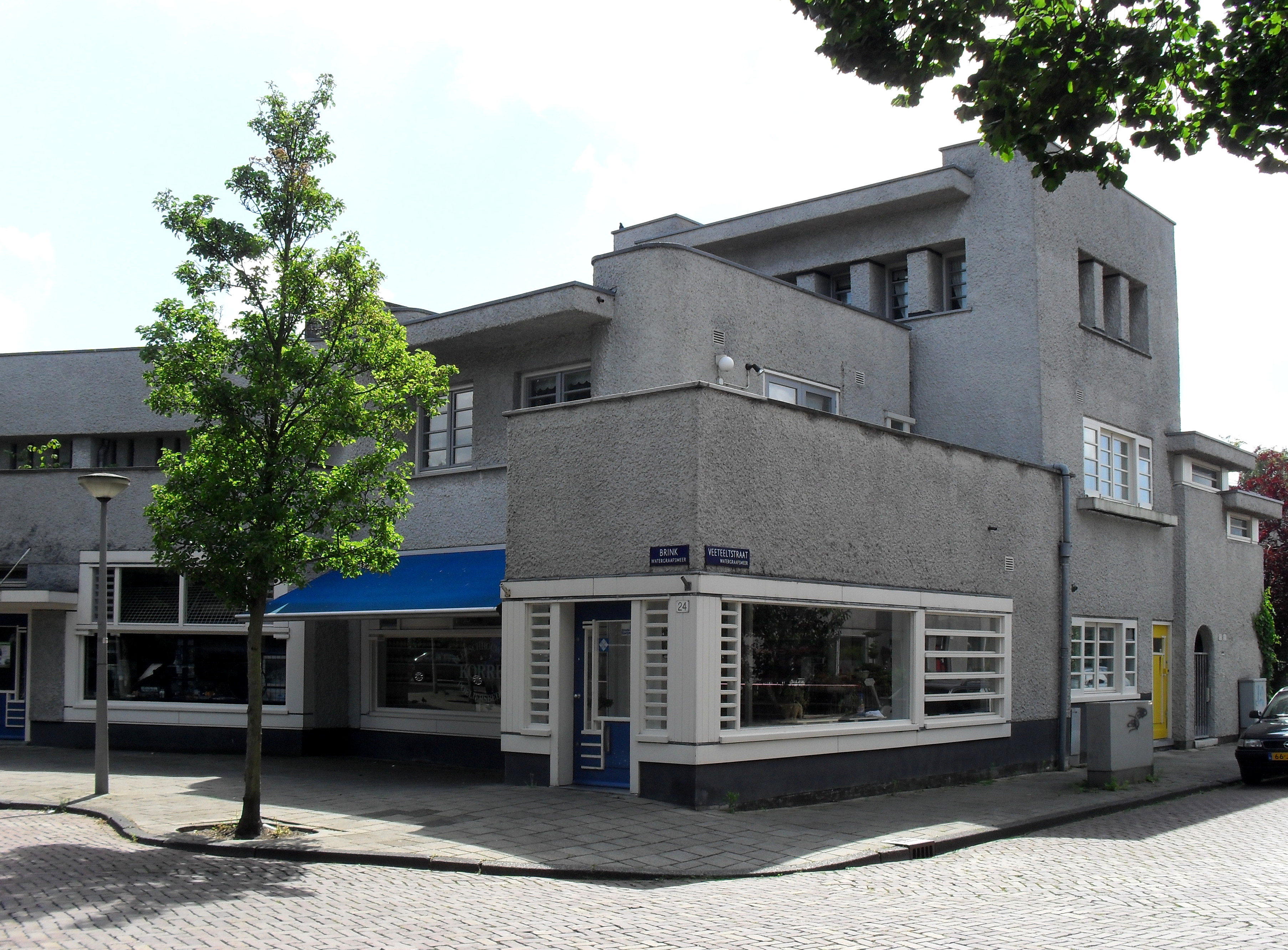
Hoek Brink 24 en Veeteeltstraat 123-125 (maart 2014)